# كلوديوس تشارلز ديفيز
كلوديوس تشارلز ديفيز هو فلاح وسياسي كندي، ولد في 2 يوليو 1879 في براكنيل في المملكة المتحدة، وتوفي في 12 مايو 1936 في نورث باتلفورد في كندا. نشط حزبياً في Progressive Party of Canada ‏. وقد انتخب عضو مجلس العموم الكندي.